# Kawasaki Ki-32
Kawasaki Ki-32 (amerykańskie oznaczenie Mary) – japoński, lekki, dwumiejscowy bombowiec z okresu II wojny światowej.

## Historia
Samolot miał spełniać odpowiednie warunki:
- maksymalna prędkość: 400 km/h na wysokości 3000 m
- wysokość operacyjna: 2000-4000 m
- wykorzystanie silnika gwiazdowego Nakajima HA-5, silnika gwiazdowego Mitsubishi Ha-6 lub silnika rzędowego Kawasaki Ha-9-II
- ładunek bomb: 300 kg do (450 kg na krótkich dystansach)
- jeden przedni, stały karabin maszynowy kal. 7,7 mm i jeden tylny, ruchomy karabin maszynowy kal. 7,7 mm
- dwuosobowa załoga
- maksymalny ciężar startowa 3200 kg

Projekt Kawasaki Ki-32 rozpoczęto w maju 1936 roku. Miał on być konkurencją dla Mitsubishi Ki-30. Powstał jako jednopłatowy dolnopłat o konstrukcji całkowicie metalowej i solidnym, stałym zawieszeniu, które umożliwiało korzystanie z nieutwardzonych pasów startowych. Jako napęd zastosowano 12-cylindrowy silnik Kawasaki Ha-9-IIb, który był chłodzony cieczą i był ostatnim japońskim bombowcem z silnikiem rzędowym chłodzonym cieczą - wszystkie późniejsze miały silniki gwiazdowe chłodzone powietrzem. Pierwszy oblot maszyny nastąpił w marcu 1937 roku. Porównanie Mitsubishi Ki-30 z Ki 32 wykazało lepsze właściwości lotne tego drugiego, zwłaszcza manewrowość, ale silnik okazał się gorszy. Niemniej oba typy otrzymały seryjne zamówienia.
W lipcu 1938 roku rozpoczęto seryjną produkcję i w tym samym roku użyto ich podczas wojny z Chinami. Piloci byli zadowoleni z manewrowości samolotu, ale narzekali na dużą wrażliwość silnika na ostrzał, szczególnie układ chłodzenia. W chwili wybuchu wojny na Pacyfiku Ki-32 był na pierwszej linii i brał udział m.in. w bombardowaniach Hongkongu. Jednakże już w 1942 roku stał się konstrukcją przestarzałą, która w następnych latach była używana w celach szkoleniowych dla zaawansowanych pilotów. Produkcję seryjną zakończono w maju 1940 roku liczbą 854 sztuk.